# Sci alpino ai VII Giochi asiatici invernali
Le gare di sci alpino dei VII Giochi asiatici invernali si sono svolte nella stazione sciistica di Shymbulak ad Almaty, in Kazakistan, dal 31 gennaio al 3 febbraio 2011. In programma sei eventi.

## Calendario
| Uomini | Discesa libera | Supergigante | Supercombinata |                | 3 |
| Donne  | Discesa libera | Supergigante |                | Supercombinata | 3 |
| Totale | 2              | 2            | 1              | 1              | 6 |

## Podi

### Uomini
| Evento                    | Oro             | Tempo   | Argento         | Tempo   | Bronzo                   | Tempo   |
| Discesa libera (dettagli) | Dmitriy Koshkin | 1'27"52 | Igor Zakurdaev  | 1'28"11 | Jung Dong-Hyun           | 1'29"78 |
| Supergigante (dettagli)   | Igor Zakurdaev  | 1'04"61 | Dmitriy Koshkin | 1'05"27 | Mohammad Kiyadarbandsari | 1'07"52 |
| Supercombinata (dettagli) | Jung Dong-Hyun  | 1'45"70 | Igor Zakurdaev  | 1'45"82 | Kim Woo-Sung             | 1'47"74 |

### Donne
| Evento                    | Oro               | Tempo   | Argento           | Tempo   | Bronzo           | Tempo   |
| Discesa libera (dettagli) | Kim Sun-Joo       | 1'37"61 | Lyudmila Fedotova | 1'37"87 | Xeniya Stroilova | 1'39"60 |
| Supergigante (dettagli)   | Kim Sun-Joo       | 1'10"83 | Lyudmila Fedotova | 1'11"33 | Jung Hyeme       | 1'12"31 |
| Supercombinata (dettagli) | Lyudmila Fedotova | 2'01"41 | Sora Jeong        | 2'03"64 | Xeniya Stroilova | 2'04"27 |

## Medagliere
| Posizione | Paese         | Oro | Argento | Bronzo | Totale |
| --------- | ------------- | --- | ------- | ------ | ------ |
| 1         | Kazakistan    | 3   | 5       | 2      | 10     |
| 2         | Corea del Sud | 3   | 1       | 3      | 7      |
| 3         | Iran          | 0   | 0       | 1      | 1      |
| Totale    | Totale        | 6   | 6       | 6      | 18     |